# سیارک ۲۰۴۷۷
سیارک ۲۰۴۷۷ (به انگلیسی: 20477 Anastroda، نامگذاری:1999NQ18) بیست هزار و چهارصد و هفتاد و هفتمین سیارک کشف شده‌است که در ۱۴ ژوئیه ۱۹۹۹ کشف شد.
قدر مطلق سیارک برابر ۱۷.۸ است.